# Wimmeria caudata
Wimmeria caudata är en benvedsväxtart som beskrevs av C.L. Lundell. Wimmeria caudata ingår i släktet Wimmeria och familjen Celastraceae. Inga underarter finns listade.